# Pteraster affinis
Pteraster affinis is een zeester uit de familie Pterasteridae.
De wetenschappelijke naam van de soort werd in 1876 gepubliceerd door Smith.